# Nicolas Bürgy
Nicolas Bürgy (født 7. august 1995) er en schweizisk fodboldspiller, der spiller i forsvaret hos Odense Boldklub.
Bürgy startede sin karriere på talentakademiet BSC Young Boys og fik sin førsteholdsdebut i 2016. Bürgy blev i 2022 lejet ud fra Young Boys til Viborg FF, som han sidenhen har skrevet kontrakt med.